# Інші виміри
«Інші виміри» — збірка оповідань американського письменника Кларка Ештона Сміта. Вийшла у 1970 році і стала шостою збіркою оповідань автора, опублікованою видавництвом «Arkham House». Вийшла накладом 3144 примірників. Оповідання були вперше опубліковані між 1910 та 1953 роками у журналі Weird Tales та інших бульварних журналах.

## Зміст
До збірки увійшли такі оповідання:
- «Marooned in Andromeda»
- «The Amazing Planet»
- «An Adventure in Futurity»
- «The Immeasurable Horror»
- «The Invisible City»
- «The Dimension of Chance»
- «The Metamorphosis of Earth»
- «Phoenix»
- «The Necromantic Tale»
- «The Venus of Azombeii»
- «The Resurrection of the Rattlesnake»
- «The Supernumerary Corpse»
- «The Mandrakes»
- «Thirteen Phantasms»
- «An Offering to the Moon»
- «Monsters in the Night»
- «The Malay Krise»
- «The Ghost of Mohammed Din»
- «The Mahout/ The Raja and the Tiger»
- «Something New»
- «The Justice of the Elephant»
- «The Kiss of Zoraida»
- «A Tale of Sir John Maundeville»
- «The Ghoul»
- «Told in the Desert»